# Tratado Tripartite
O Tratado Tripartite é um texto gnóstico, provavelmente escrito entre o início e meados do século III, encontrado na Biblioteca de Nag Hammadi. Ele é o quinto tratado no primeiro códice, conhecido como Codex Jung

## Conteúdo
O Tratado lida primordialmente com a relação entre os Aeons e o Filho. Ele é dividido é três partes, que tratam:
- Do determinismo do Pai e o livre-arbítrio da hipóstase dos Arcontes.
- A criação da humanidade, o Mal e a queda do "Anthropos" (Primeiro Homem).
- Uma variedade de teologias: a tripartição da humanidade, as ações do Salvador e a Ascensão dos salvos para a Unidade.

Segundo Harold W. Attridge e Elaine Pagels, trata-se de um texto Valentiniano que:
- trata da devolução e reintegração na divindade primordial;
- pode ter sido "uma resposta às críticas de teólogos ortodoxos como Irineu de Lyon ou Hipólito de Roma; e
- mostra algumas afinidades com as doutrinas de Orígenes.

A primeira parte descreve a emanação de todas as entidades sobrenaturais de sua fonte primordial. Ela começa com o Pai, descrito principalmente como uma via negativa como uma entidade totalmente transcendente. O que pode ser afirmado é que ele é único. A insistência no o caráter unitário do Pai distingue o texto da maioria dos outros escritos valentinianos que postulam uma díade feminina masculina primária, embora alguns membros da escola, como aqueles mencionados por Hipólito, também defendam um primeiro princípio unitário.
A divindade é, portanto, menos complexa. O Filho e a Igreja (Ekkeslia) emanam do Pai. Em vez de um ogdoad, uma trindade é afirmada.
Enquanto Eusébio de Cesaréia menciona que Valentim ensinou uma trindade em seu trabalho 'nas três naturezas', esta era provavelmente uma trindade de naturezas em uma divindade em vez de três pessoas.